# Street Love
Street Love är en dansk-svensk film, dramadokumentär, från 2000 i regi av Åsa Faringer. Filmen premiärvisades den 13 oktober 2000 på biograf Zita i Stockholm och har senare även visats av TV4. 2003 tilldelades den pris vid en filmfestival i San Francisco i kategorin "Women's Films".

## Handling
Filmen handlar om Rosa som i sjuårsåldern kidnappades av tre poliser och tvingades in i prostitution. Vid 19 års ålder lyckades hon bryta sig fri, men saknade utbildning. Hon jobbar vid 39 års ålder för att förbättra för utsatta kvinnor i Mexiko.